# Il banchetto dei sette savi
Il Banchetto dei sette savi (o Septem sapientum convivium) è un'opera di Plutarco sui sette savi, in un misto tra filosofia e letteratura simposiale.

## Struttura
L'indovino Diocle, amico del filosofo Talete, racconta all'amico Nicarco di un banchetto tenutosi in una sala del palazzo di Periandro, tiranno di Corinto, in una bella giornata estiva, con gli altri sapienti della tradizione e alla presenza di Melissa, moglie del tiranno e di Cleobulina, sua figlia.
Dopo l'arrivo di Talete, Biante e Anacarsi, giunge Nilosseno di Naucrati a portare una lettera del saggio faraone Amasis con un enigma da risolvere. I sette sapienti chiacchierano di varie coseː dall'atteggiamento da tenere a un banchetto all'ordine dei posti a tavola, alla divinazione.
Entrano, intanto, Esopo e Chilone, mentre Biante risolve l'enigma di Amasis e, in seguito, si parla di politica, con l'autorevole opinione di Solone. Infine, dopo una discussione sull'economia domestica e una digressione sul vino e sul cibo, vengono proposte novelle originate dal racconto su Arione fatto da Gorgo, fratello di Periandro.

## Analisi critica
Il resoconto di Plutarco, come si nota dal semplice riassunto, è un tour de force letterario, che rientra nel genere simposiale, inaugurato da Platone e Senofonte.
Il titolo si trova come al n. 110 del catalogo di Lampria e il saggio è citato abbastanza spesso dagli scrittori greci successivi.
L'interesse dell'opera sta nell'attenzione di Plutarco nel campo politico e l'essenza dello Stato o, meglio, della polis come comunità ideale. Plutarco riporta alcune massime dei Sette in merito.
Alla richiesta su quale fosse lo Stato migliore questa fu la risposta:
1. Solone: "Lo Stato nel quale coloro che non hanno ricevuto alcun torto perseguono e puniscono i colpevoli, non meno di quelli che hanno ricevuto ingiustizia."
2. Biante: "Quello dove la legge è temuta da tutti come se fosse un tiranno."
3. Talete: "Quello che non ha né troppi poveri né troppi ricchi."
4. Anacarsi: "Quello in cui ognuno considera ogni cosa e giudica nel contempo il vantaggio secondo la misura dell'onesto e lo svantaggio secondo quella del disonesto."
5. Cleobulo: "Quello dove i cittadini temono un rimprovero più delle guardie."
6. Pittaco: "Quello dove non sia possibile che i disonesti governino e gli onesti non governino."
7. Chilone: "Quello dove si ascoltano le leggi e non gli oratori."

E questa la risposta di sei dei Sette alla domanda su quale fosse la migliore vita domestica:
1. Solone: "Dove il profitto non genera ingiustizia, la sua custodia diffidenza, la sua spesa pentimento."
2. Biante: "Dove chi governa sia per natura come lo vogliano, esternamente, le leggi."
3. Talete: "Dove chi governa possa essere il più sollecito possibile."
4. Cleobulo: "Dove chi governa venga più amato che temuto."
5. Pittaco: "Dove non sia desiderato l'inutile e non manchi il necessario."
6. Chilone: "Quella che più si avvicini alla forma di un governo monarchico."